# Celaena obsoleta
Celaena obsoleta là một loài bướm đêm trong họ Noctuidae.